# Albrecht Agthe
Albrecht Agthe   (Ballenstedt, 14 d'abril de 1790 - Berlín, 8 d'octubre de 1873) fou un educador i compositor musical alemany. Agthe era el fill de l'organista Carl Christian Agthe.
Agthe va exercir de professor de música a Leipzig, Dresden, Poznan, Breslau i Berlín. A Poznan va ser professor de Theodor Kullak. Va publicar diverses composicions per a piano.